# Aichi
Aichi (愛知県 (Ái Tri huyện) Aichi-ken) là một tỉnh thuộc vùng Chubu, Nhật Bản. Tỉnh lỵ là thành phố Nagoya.
Aichi là tỉnh có dân số đông thứ tư tại Nhật Bản, xếp sau Tokyo, Osaka và Kanagawa.

## Lịch sử
Aichi được thành lập trên cơ sở sáp nhập ba tỉnh cũ là Owari, Mikawa và Ho. Sau thời kì cải cách Taika, Mikawa và Ho được nhập thành một. Đến năm 1871, sau khi hệ thống lãnh địa của các daimyo bị xóa bỏ, Owari trừ phần trên bán đảo Chita, được chuyển đổi thành tỉnh Nagoya. Sau đó, tỉnh Nagoya được đổi tên thành tỉnh Aichi vào tháng 4 năm 1872. Tháng 11 cùng năm, tỉnh cũ Nukuta được nhập vào Aichi.
Triển lãm Expo 2005 World Exposition đã được tổ chức tại Seto và Nagakute.

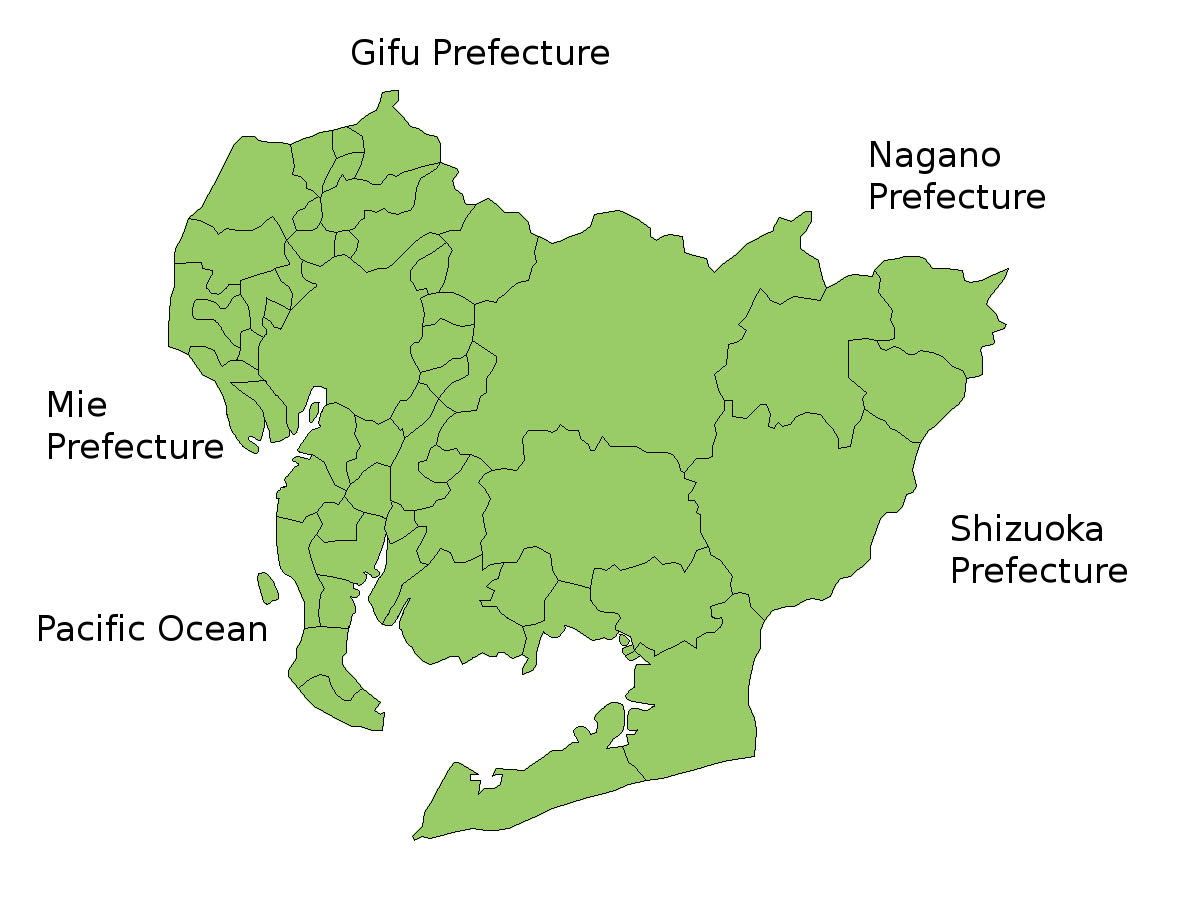
Bản đồ hành chính Aichi

## Hành chính

### Các thành phố
Aichi có 35 thành phố:
| Tên thành phố | Dân số    | Diện tích | Mật độ   | Ngày thành lập       | Trang chủ                                             |
| ------------- | --------- | --------- | -------- | -------------------- | ----------------------------------------------------- |
| Nagoya        | 2.202.111 | 326.45    | 6.745,63 | 1 tháng 10 năm 1889  |                                                       |
| Toyohashi     | 373.045   | 261.35    | 1.427,38 | 1 tháng 8 năm 1906   | Lưu trữ ngày 7 tháng 1 năm 2010 tại Wayback Machine   |
| Okazaki       | 350.371   | 226.97    | 1.543,69 | 1 tháng 7 năm 1916   |                                                       |
| Ichinomiya    | 370.138   | 113.91    | 3.249,39 | 1 tháng 9 năm 1921   |                                                       |
| Seto          | 132.168   | 111.62    | 1.184,09 | 1 tháng 10 năm 1929  |                                                       |
| Handa         | 114.107   | 47.24     | 2.415,47 | 1 tháng 10 năm 1937  | Lưu trữ ngày 11 tháng 10 năm 2007 tại Wayback Machine |
| Kasugai       | 295.849   | 92.71     | 3.191,12 | 1 tháng 6 năm 1943   | Lưu trữ ngày 18 tháng 10 năm 2003 tại Wayback Machine |
| Toyokawa      | 120.689   | 65.44     | 1.844,27 | 1 tháng 6 năm 1943   |                                                       |
| Tsushima      | 65.796    | 25.08     | 2.623,44 | 1 tháng 3 năm 1947   |                                                       |
| Hekinan       | 70.702    | 35.86     | 1.971,61 | 5 tháng 4 năm 1948   |                                                       |
| Kariya        | 139.178   | 50.45     | 2.758,73 | 1 tháng 4 năm 1950   | Lưu trữ ngày 24 tháng 2 năm 2006 tại Wayback Machine  |
| Toyota        | 405.635   | 918.47    | 441.64   | 1 tháng 3 năm 1951   |                                                       |
| Anjō          | 166.674   | 86.01     | 1.937,84 | 5 tháng 5 năm 1952   |                                                       |
| Nishio        | 103.350   | 75.78     | 1.363,82 | 15 tháng 12 năm 1953 |                                                       |
| Gamagōri      | 81.795    | 56.81     | 1.439,80 | 1 tháng 4 năm 1954   | Lưu trữ ngày 27 tháng 9 năm 2007 tại Wayback Machine  |
| Inuyama       | 73.718    | 74.97     | 983.30   | 1 tháng 4 năm 1954   |                                                       |
| Tokoname      | 49.678    | 54.24     | 915.89   | 1 tháng 4 năm 1954   |                                                       |
| Kōnan         | 99.112    | 30.17     | 3.285,12 | 1 tháng 6 năm 1954   | Lưu trữ ngày 28 tháng 2 năm 2007 tại Wayback Machine  |
| Komaki        | 147.790   | 62.82     | 2.352,59 | 1 tháng 1 năm 1955   |                                                       |
| Inazawa       | 137.666   | 79.30     | 1.736,02 | 1 tháng 11 năm 1958  |                                                       |
| Tokai         | 102.695   | 43.36     | 2.368,43 | 1 tháng 4 năm 1969   |                                                       |
| Ōbu           | 78.688    | 33.68     | 2.336,34 | 1 tháng 9 năm 1970   |                                                       |
| Chita         | 82.463    | 45.43     | 1.815,17 | 1 tháng 9 năm 1970   |                                                       |
| Chiryū        | 65.671    | 16.34     | 4.019,03 | 1 tháng 12 năm 1970  |                                                       |
| Owariasahi    | 78.128    | 21.02     | 3.716,84 | 1 tháng 12 năm 1970  | Lưu trữ ngày 6 tháng 10 năm 2003 tại Wayback Machine  |
| Takahama      | 40.392    | 13.00     | 3.107,08 | 1 tháng 12 năm 1970  |                                                       |
| Iwakura       | 47.940    | 10.49     | 4.570,07 | 1 tháng 12 năm 1971  |                                                       |
| Toyoake       | 68.139    | 23.18     | 2.939,56 | 1 tháng 8 năm 1972   | Lưu trữ ngày 10 tháng 10 năm 2003 tại Wayback Machine |
| Nisshin       | 76.722    | 34.90     | 2.198,34 | 1 tháng 10 năm 1994  | Lưu trữ ngày 27 tháng 1 năm 2021 tại Wayback Machine  |
| Tahara        | 43.450    | 106.40    | 408.36   | 20 tháng 8 năm 2003  |                                                       |
| Aisai         | 65.808    | 66.63     | 987.66   | 1 tháng 4 năm 2005   |                                                       |
| Kiyosu        | 54.739    | 13.31     | 4.112,62 | 7 tháng 7 năm 2005   |                                                       |
| Shinshiro     | 52.467    | 499.00    | 105.14   | 1 tháng 10 năm 2005  | Lưu trữ ngày 29 tháng 4 năm 2010 tại Wayback Machine  |

### Các thị trấn và làng
Có 24 thị trấn và 2 làng  nằm trong 10 quận:
| - Aichi Gun Nagakute Togou - Ama Gun Jimokuji Kanie Miwa Oharu Shippo Tobishima | - Chita Gun Agui Higashiura Mihama Minamichita Taketoyo - Hazu Gun Hazu Isshiki Kira - Hoi Gun Kozakai Mito Otowa | - Kitashitara Gun Shitara Toei Toyone - Nishikamo Gun Miyoshi - Nishikasugai Gun Haruhi Toyoyama - Niwa Gun Fusou Oguchi - Nukata Gun Kota |

## Du lịch
Các điểm du lịch đáng chú ý gồm có: bảo tàng kiến trúc ngoài trời Meiji Mura ở Inuyama; các công trình xây dựng cổ từ thời Meiji và Taishō được còn được bảo tồn tại đây, ngoài ra còn có công trình tái hiện hành lang của khách sạn Hoàng đế (Imperial Hotel) do Frank Lloyd Wright thiết kế (tên một khách sạn có thực ở Tokyo từ năm 1923 tới năm 1967).
Một số điểm du lịch khác như: nhà máy ô tô Toyota trong thành phố cùng tên, công viên khỉ ở Inuyama, lâu đài ở Nagoya, Okazaki, Toyohashi và Inuyama.
Do đặc điểm địa lý nằm trên bờ biển phía Đông nước Nhật, tỉnh Aichi có một số cảnh biển tự nhiên nhưng ngoài các bãi biển trên bán đảo Atsumi không có bãi biển nào khác đáng chú ý nếu so sánh với tỉnh liền kề là Shizuoka. Hầu hết điểm du lịch ở đây đều là các di tích lịch sử của vùng hoặc công trình nhân tạo.